# Мини-пили
Существуют противозачаточные таблетки, которые содержат только синтетические прогестогены (прогестины) и не содержат эстроген. В просторечии они известны как мини-таблетки (мини-пили).
Хотя такие таблетки иногда называют «таблетками, содержащими только прогестерон», на самом деле они содержат не прогестерон, а одно из нескольких химически родственных соединений; и существует ряд противозачаточных препаратов, содержащих только прогестагены.

## Медицинское использование
Теоретическая эффективность аналогична эффективности комбинированных пероральных противозачаточных таблеток (КОК). Тем не менее, эту таблетку принимают постоянно, без перерывов, а традиционные таблетки, содержащие только прогестоген, следует принимать в гораздо более строгое время каждый день (в течение 3 часов по сравнению с 12 часами для КОК). Однако в некоторых странах одобренное окно приема мини-пила дезогестрела (Cerazette) составляет 12 часов.
Из-за отсутствия эстрогена в комбинированных таблетках они не связаны с повышенным риском тромбоза глубоких вен или сердечно-сосудистых заболеваний. С пониженным риском свёртывания крови они не противопоказаны при серповидно-клеточной анемии. Таблетки, содержащие только прогестин, рекомендуются женщинам, кормящим грудью, вместо обычных противозачаточных таблеток, потому что мини-таблетки не влияют на выработку молока (эстроген снижает количество грудного молока). Как и комбинированные таблетки, мини-пили снижают вероятность воспалительных заболеваний органов малого таза.
Неясно, обеспечивают ли мини-пили такую же защиту от рака яичников, как КОК.
При приёме мини-пили меньше серьёзных осложнений, чем при приёме КОК.

### Доступные формы
Имеющиеся в продаже таблетки, содержащие только прогестоген, включают следующие распространённые или широко используемые препараты:
- Дезогестрел[англ.] 75 мкг (например, Cerazette)
- Дроспиренон[англ.] 4 мг (например, Slynd)[7]
- Норэтистерон 350 мкг (например, Micronor, Nor-QD, Noriday)

И следующие редкие или в основном снятые с производства препараты:
- Этинодиола диацетат[англ.] 500 мкг (например, Femulen)
- Левоноргестрел 30 мкг (например, 28 mini, Microval, Norgeston)
- Линэстренол[англ.] 500 мкг (например, Exluton, Mini-kare)
- Норэтистерон (например, Mini-Pe) 300 мкг
- Норгэстрел[англ.] 75 мкг (или левоноргэстрел 37,5 мкг) (например, Minicon, Neogest, Ovrette)

А также следующие препараты, полностью снятые с производства:
- Хлормадинона ацетат[англ.] 0,5 мг
- Кингестанола ацетат[англ.] 0,3 мг (например, Demovis, Pilomin)[8]

В США доступны только таблетки, содержащие только прогестоген, — это 350 мкг норэтистерона и 4 мг дроспиренона.

## Побочные эффекты
- При отсутствии перерыва в дозировке менструальные выделения изначально не происходят в предсказуемое время. У большинства женщин в течение нескольких месяцев появляются лёгкие или сильные кровянистые выделения примерно через регулярные промежутки времени.
- Может вызывать масталгию (болезненность груди, боль) и перепады настроения, а также панические атаки, беспокойство и депрессию.
- Некоторые женщины могут испытывать спазмы в животе и сильное кровотечение.
- Может вызвать увеличение веса.

### Риск рака груди
Эпидемиологические данные о мини-пили и риске рака груди основаны на гораздо меньших группах потребителей и поэтому менее убедительны, чем данные о КОК.
Согласно крупнейшему (1996 год) повторному анализу предыдущих исследований гормональных контрацептивов и риска рака груди, менее 1% употребляли мини-пили. Текущие или недавние пользователи мини-пилей имели несколько повышенный относительный риск (ОР 1,17) диагноза рака груди, который просто не был статистически значимым. Относительный риск был аналогичен тому, который был обнаружен для текущих или недавних потребителей КОК (ОР 1.16), и, как и в случае с КОК, повышенный относительный риск снижался со временем после прекращения приема, исчезал через 10 лет и соответствовал более раннему диагнозу или содействовал росту ранее существовавшего рака.
В самой последней (1999 год) оценке Международным агентством по изучению рака гормональных контрацептивов, содержащих только прогестагены, были рассмотрены результаты повторного анализа 1996 года, а также 4 исследования «случай-контроль» потребителей мини-пилей, включённых в повторный анализ. Они пришли к выводу, что: «В целом не было доказательств повышенного риска рака груди».
Недавние опасения по поводу вклада прогестагенов в повышенный риск рака груди, связанного с заместительной гормональной терапией у женщин в постменопаузе, такие как обнаруженные в исследованиях WHI, не распространились на использование только прогестагенных контрацептивов у женщин в пременопаузе.

### Депрессия
Растёт количество исследований, изучающих связь между гормональными контрацептивами, такими как таблетки, содержащие только прогестагены, и потенциальным неблагоприятным воздействием на психологическое здоровье женщин. Результаты крупного датского исследования с участием одного миллиона женщин (наблюдение с января 2000 года по декабрь 2013 года) были опубликованы в 2016 году и показали, что использование гормональной контрацепции, особенно среди подростков, было связано со статистически значимым повышенным риском последующей депрессии. Авторы обнаружили, что женщины, принимающие, в частности, таблетки, содержащие только прогестоген, на 34% чаще впоследствии принимали антидепрессанты или получали диагноз депрессии по сравнению с женщинами, не принимавшими гормональные контрацептивы. В 2018 году такое же крупное общенациональное когортное исследование, проведённое в Швеции среди женщин в возрасте 12–30 лет (n=815 662), обнаружило связь, особенно среди молодых подростков (в возрасте 12–19 лет), между гормональной контрацепцией и последующим использованием психотропных препаратов. Такие исследования подчёркивают необходимость дальнейших исследований влияния гормональных противозачаточных средств, в том числе таблеток, содержащих только прогестоген, на психологическое здоровье женщин.

### Увеличение веса
Есть некоторые свидетельства того, что противозачаточные средства, содержащие только прогестин, могут приводить к небольшому увеличению веса (в среднем менее 2 кг в первый год) по сравнению с женщинами, не использующими гормональные контрацептивы.

## Механизм действия
Механизм действия контрацептивов, содержащих только прогестогены, зависит от активности прогестогена и дозы.
- Противозачаточные средства с очень низкими дозами только прогестагена, такие как традиционные таблетки, содержащие только прогестоген (и подкожные имплантаты Norplant[англ.] и Jadelle и внутриматочные системы Progestasert и Mirena), непостоянно подавляют овуляцию примерно в 50% циклов и полагаются в основном на их прогестагенный эффект загущения цервикальной слизи, тем самым снижая жизнеспособность и проникновение сперматозоидов.
- Контрацептивы, содержащие только прогестагены, в промежуточных дозах, такие как таблетка, содержащая только прогестоген, Cerazette (или подкожный имплантат Nexplanon[англ.]), позволяют некоторое развитие фолликулов (часть этапов овуляции), но гораздо более устойчиво подавляют овуляцию в 97–99% циклов[19]. Происходят те же изменения цервикальной слизи, что и при очень низких дозах прогестагенов.
- Высокодозированные контрацептивы, содержащие только прогестагены, такие как инъекционные препараты Депо-Провера[англ.] и Нористерат, полностью подавляют развитие фолликулов и овуляцию. Изменения цервикальной слизи происходят так же, как и при приёме очень низких и средних доз прогестагенов.

В ановуляторных циклах с использованием только прогестагенных контрацептивов эндометрий тонкий и атрофический. Если бы эндометрий также был тонким и атрофичным во время овуляторного цикла, это теоретически могло бы помешать имплантации бластоцисты (эмбриона).

## История
Первая введённая в оборот мини-пили содержала 0,5 мг хлормадинона ацетата и продавалась в Мексике и Франции в 1968 году. Однако в 1970 году препарат был отменён из-за проблем безопасности, связанных с долгосрочными исследованиями токсичности на животных. Впоследствии левоноргестрел 30 мкг (торговая марка Microval) продавался в Германии в 1971 году. Вскоре после этого в начале 1970-х за ним последовал ряд других мини-пили, включая этинодиола диацетат, линэстренол, норэтистерон, норгэстрел и кингестанола ацетат. Дезогестрел 75 мкг (торговая марка Cerzette) поступил в продажу в Европе в 2002 году и был последней введённой в оборот мини-пили. Он отличается от более ранних мини-пили тем, что способен подавлять овуляцию в 97% циклов.